# شيبا
شيبا (بالصربية: Жепа) هي قرية تقع في بلدية روجاتيكا في جمهورية صرب البوسنة في شرق البوسنة والهرسك. في إحصاء سنة 2013، بلغ عدد سُكان القرية 133 نسمة.